# Zespół pierścieniowego chromosomu 18
Zespół pierścieniowego chromosomu 18 (ang. Ring chromosome 18 syndrome, r(18) syndrome) – zespół wad wrodzonych spowodowany obecnością we wszystkich komórkach somatycznych organizmu (lub ich części - mozaicyzm) chromosomu pierścieniowego z utratą fragmentów chromosomów 18p i 18q.

## Objawy i przebieg
Na fenotyp zespołu r(18) mogą składać się:
- opóźnienie umysłowe
- hipotonia mięśniowa
- niskorosłość
- wady mózgoczaszki: mikrocefalia, dolichocefalia
- holoprozencefalia
- cebocefalia
- arinencefalia
- płaska środkowa część twarzy
- asymetryczne, nisko osadzone uszy, atrezja przewodu słuchowego zewnętrznego, wydatny przeciwskrawek
- głęboko osadzone oczy, hiperteloryzm, skośne ustawienie szpar powiekowych, zmarszczki nakątne, oczopląs, zez, ptoza, koloboma
- wklęsła nasada nosa, szeroki, spłaszczony czubek nosa
- mikrognacja
- kąciki ust skierowane ku dołowi
- wysokie i wąskie podniebienie
- skłonność do próchnicy zębów
- krótka szyja
- klatka piersiowa szewska
- szeroki rozstaw brodawek sutkowych
- wrodzone wady serca (PDA, PS, VSD, AS)
- przepuklina pępowinowa
- przepukliny pachwinowe
- wnętrostwo
- hipoplastyczna moszna
- mikropenis
- hipoplastyczne wargi sromowe mniejsze
- skolioza
- klinodaktylia
- kamptodaktylia
- brachydaktylia
- pojedyncza bruzda zgięciowa dłoni
- stopa szpotawa
- nachodzące na siebie palce stóp
- kolana koślawe
- niedoczynność tarczycy
- niedoczynność przytarczyc
- niedobór hormonu wzrostu.